# Peter Alfred Schou

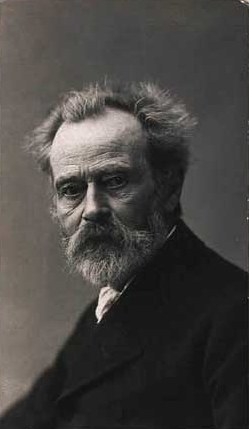
P. A. Schou

Peter Alfred Schou (* 8. Oktober 1844 in Slagelse; † 21. November 1914 in Kopenhagen) war ein dänischer Maler und jüngerer Bruder des Malers Ludwig Abelin Schou (1838–1867).

## Erste Jahre
Schou war der Sohn des Kaufmanns und Malers Frederik Ludvig Schou (1800–1851) und dessen Frau Arine Christine (geborene Werliin, 1810–1892) Als gelernter Kaufmann war er von 1865 an in Hamburg tätig. Im Winter 1873 zog er für ein Studium an der Kunstakademie für einige Monate nach Dresden.
Vom Jahr 1876 an widmete er sich endgültig der Kunst. Er ging nach Paris, um bei dem Porträtmaler und Karikaturisten Théobald Chartran und dem Historienmaler Léon Bonnat zu lernen. 1880 konnte er einige seiner Bilder in Paris ausstellen.
Als er anschließend in seine Heimat Dänemark zurückging, erlitt er sofort eine Abfuhr: ein Gemälde, das er der Königlich Dänischen Kunstakademie für eine Ausstellung im Schloss Charlottenborg eingereicht hatte, fiel der Zensur zum Opfer, wurde abgelehnt.

## Hamburg
Schou verließ Dänemark, nahm von 1881 bis 1898 erneut seinen Wohnsitz in Hamburg und schloss sich einer Gruppe um den Hamburgischen Künstlerclub an. Nach Pariser Vorbild gründete er in einem leeren Lagerhaus im Freihafen einen Aktclub in dem die jungen Künstler frei von akademischen Zwängen Aktstudien erstellen konnten. Zu den ersten Mitgliedern des Clubs zählten Arthur Siebelist, Julius von Ehren, Julius Wohlers und der Dekorationsmaler Otto Schmarje. Später kamen Arthur Illies, Paul Kayser und Friedrich Schaper dazu.
Der Direktor des Hamburger Kunsthalle, Alfred Lichtwark, empfahl Schou dem jungen Maler Alfred Mohrbutter als Lehrer in der Kunst des Radierens. Aus der Zusammenarbeit entstand eine lebenslange Freundschaft. Schou beteiligte sich an Mal-Ausflügen der Künstlergruppe in das Hamburger Umland, vor allem nach Himmelpforten.

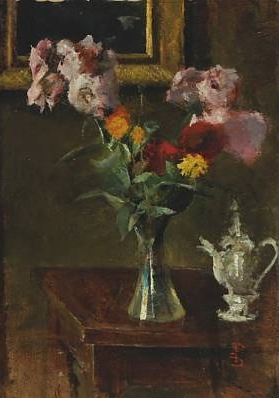
Stillleben von P. A. Schou

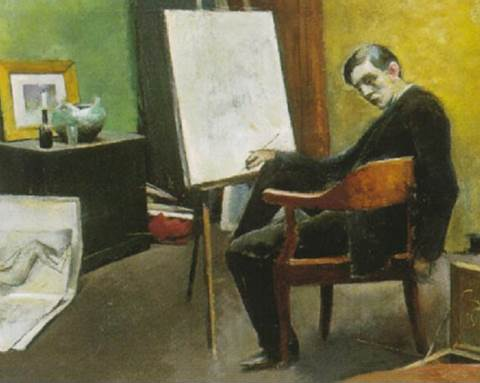
Kunstmaler vor seiner Staffelei

Er bevorzugte für seine Gemälde einfache Motive ohne große Aktionen, Porträts mit ein oder zwei Personen, verwendete gern blasse Hauttöne gegen erdige Farben braun und rot. Er schuf auch Landschaftsbilder und farbenfrohe Stillleben mit Früchten und Blumen. In Hamburg ließen sich seine Bilder gut verkaufen.

## Letzte Jahre
1898 kehrte er in seine Heimat Dänemark zurück, erlebte dort steigende Anerkennung und nahm an Ausstellungen teil. 1908 und 1912 verlieh ihm die Königliche Akademie der Schönen Künste die Eckersberg-Medaille und 1911 das vom dänischen Mäzen Carl Andreas Ancker begebene Anckerske-Legat für eine Studienreise. Schou starb 1914 in Kopenhagen und liegt auf dem Parkfriedhof in Solbjerg in der Frederiksberg Kommune begraben. Seine Werke sind unter anderem im Nationalmuseum Stockholm, im Nationalmuseum Oslo, im Statens Museum für Kunst in Kopenhagen und im Fuglsang Kunstmuseum am Guldborgsund auf der Insel Lolland zu sehen.